# تل قدمگاه
تل قدمگاه مربوط به دوران پیش از تاریخ ایران باستان است و در شهرستان مرودشت، بخش درودزن، روستای درودزن واقع شده و این اثر در تاریخ ۱۲ بهمن ۱۳۸۱ با شمارهٔ ثبت ۷۳۴۴ به‌عنوان یکی از آثار ملی ایران به ثبت رسیده است.